# 義訓
義訓（ぎくん）とは、訓読みの一種であり、漢字に固定化した訓ではなく、文脈に合わせて個人的あるいはそれに近い狭い領域においてその場限りの訓を当てることをいう。2文字以上の漢字の組み合わせに対する義訓が固定化され広く用いられると熟字訓となる。

## 上代日本語
日本語の最古の記録である上代日本語の時代から義訓は用いられている。特に『万葉集』など上代文献での漢字の使い方を指すことが多い。「暖（はる）」「寒（ふゆ）」「金（あき）」「未通女（おとめ）」「数多（あまねし）」「間置而（へだたりて）」など。

## 明治・大正
明治時代の明治元訳聖書では、漢文調の文章の中に多数の義訓が用いられている。例を挙げると以下のようなものがある。
- 集合（）る、生命（）、美麗（）き
- 穹蒼（）、定型（）、灌木（）
- 神聖（）め、草蔬（）、服従（）せ、天象（）
- 天空（）、実蓏（）、創造（）、羽翼（）
- 時節（）、元始（）、光明（）、曠空（）
- 安息（）、黒暗（）、工（）

また、明治から始まる言文一致と文明開化による西洋文化の流入によって、欧文音写した片仮名にその意味から漢字を当てる形式の義訓も増えた。借用語を和語として扱い、熟字訓を和魂洋才したものとも言える。例えば大正においては、
- 接吻（）、厨夫（）、背景（）、覇王樹（）、頁（）、骨牌（）[3]
- 憂鬱症（）、情調（）、憂鬱（）、郷愁（）、衝撃（）、異国趣味（）[3]
- 麦酒（）、火酒（）、小酒杯（）[3]
- 外廊（）、露台（）、傾斜面（）、食卓布（）、帷（）、喞筒（）[3]
- 緑玉（）、白金（）、石鹸（）[3]
- 珈琲店（）、牛乳（）[3]
- 短艇（）、円弧灯（）、洋灯（）、裁縫機械/裁縫器（）[3]
- 西洋手拭（）、絹帽（）、羽毛頚巻（）、洋杖（）[3]
- 二声楽（）、小歌（）、愁夜曲（）[3]

などの義訓が使われている。
義訓として別の漢語の音を当てることもある。例えば以下のようなものがある。
- 大切（）、雁来紅（）、奇異（）、毛莨（）、凌雲閣（）、内密（）、御容量（）、洋書（）[3]

## 現代の義訓
現代においても小説、漫画、音楽の歌詞、ゲームなどをはじめとして多くのメディアで義訓は使用されている。例えば「宇宙」と書いて「そら」、「地球」と書いて「ここ」、「本気」と書いて「マジ」と振り仮名をつけるなど。

### 漫画における義訓ルビ
SF漫画の『地球へ…』（1977年）のタイトルは「テラへ…」と読ませる。

#### 読者への説明
ヤンキー漫画『疾風伝説 特攻の拓』（かぜでんせつ ぶっこみのたく。1991年。）では「“事故”る奴は‥‥”不運(ハードラック)”と“踊(ダンス)”っちまったんだよ‥‥」「“B”突堤(ビートツ)に‥来い‥‥」「俺らー“狂乱麗舞(キョーランレーブ)”の“朧童幽霊(ロードスペクター)”だぜ！」など特殊なルビを振ったセリフが多用される。ライターの高畠正人は、漢字にルビを振るという少年誌の慣習と、不良コミュニティにおける隠語や専門用語の存在を理由に挙げている。例としてカタカナでデコスケと書いても読者には通じないかもしれないが、警察(デコスケ)と表記することで読者にも説明する手法を編み出したのだと説明している。
ヤンキー漫画に限らず、歴史漫画の『新九郎、奔る!』（2018年）では、実名で呼ばないという当時（室町時代）の慣習に従い、登場人物は朝廷の官途名や役職名、仮名や敬語で呼ばれるが、そこに実名の読み仮名のルビを振る（例として今川義忠は「御屋形様」「治部大輔（殿）」などと呼ばれ、そこに「よしただ」というルビを振っている）ことで誰を指しているのか読者に分かりやすくしている。

### ギャグとしてのルビ芸
ギャグ作品などでは全く無関係だったり過剰だったりするルビを多用した作品がある。
ジェントルメン中村の漫画『セレベスト織田信長』などの例がある。「上等だ！！（ハイ・クラス）」「贅沢（ラグジュアリー）」「小僧（ボーイ）」「東海の独裁者（トウカイテイオー）」「東海（ラテン）の血が騒ぐ」「奥手で内気（トゥーシャイシャイボーイ）」などシンプルなものから漢字からは読みが全く想像できないものもある。

### 海外作品の翻訳
海外作品の翻訳では独自の造語を作り、原文に沿うような振り仮名をふるといったものがある。
ウィリアム・ギブスン作、黒丸尚訳の『ニューロマンサー』(1986)の電脳空間（サイバースペース）、没入（ジャック・イン）、擬験（シム・スティム）といった独自の文体は後のサイバーパンク作品に大きな影響を与えた。
グレッグ・ベア作、酒井昭伸訳の『鏖戦(おうせん)』では、施禰倶支(せねくし)、阿頼厨(あらいず)、曼荼羅(まんでいと)、光譜(すぺくとる)、程序(ぷろぐらむ)、能量(えねるぎー)など、通常ならカタカナにされるであろう単語や振り仮名まで徹底して漢字とひらがなにする事で原文にはない雰囲気を演出する作品もある。